# Acidiella rioxaeformis
Acidiella rioxaeformis är en tvåvingeart som först beskrevs av Mario Bezzi 1913.  Acidiella rioxaeformis ingår i släktet Acidiella och familjen borrflugor. Inga underarter finns listade i Catalogue of Life.